# ヤギコーポレーション
株式会社ヤギコーポレーションは、主にユニフォーム等を生産、販売する大手メーカーである。本社は石川県金沢市にある。

## 沿革
- 1967年 - 八木産業株式会社設立。
- 1992年 - 現社名に変更。
- 1993年 - 株式を店頭公開（現在のジャスダック）。
- 2006年 - マネジメント・バイアウト（MBO）実施。ジャスダック上場廃止。

## 所在地
- 本社 - 石川県金沢市
- 東京支店 - 東京都中央区